# Fotogram

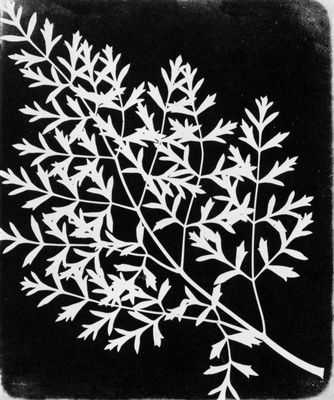
William Fox Talbot: Fotogenická kresba, cca 1839

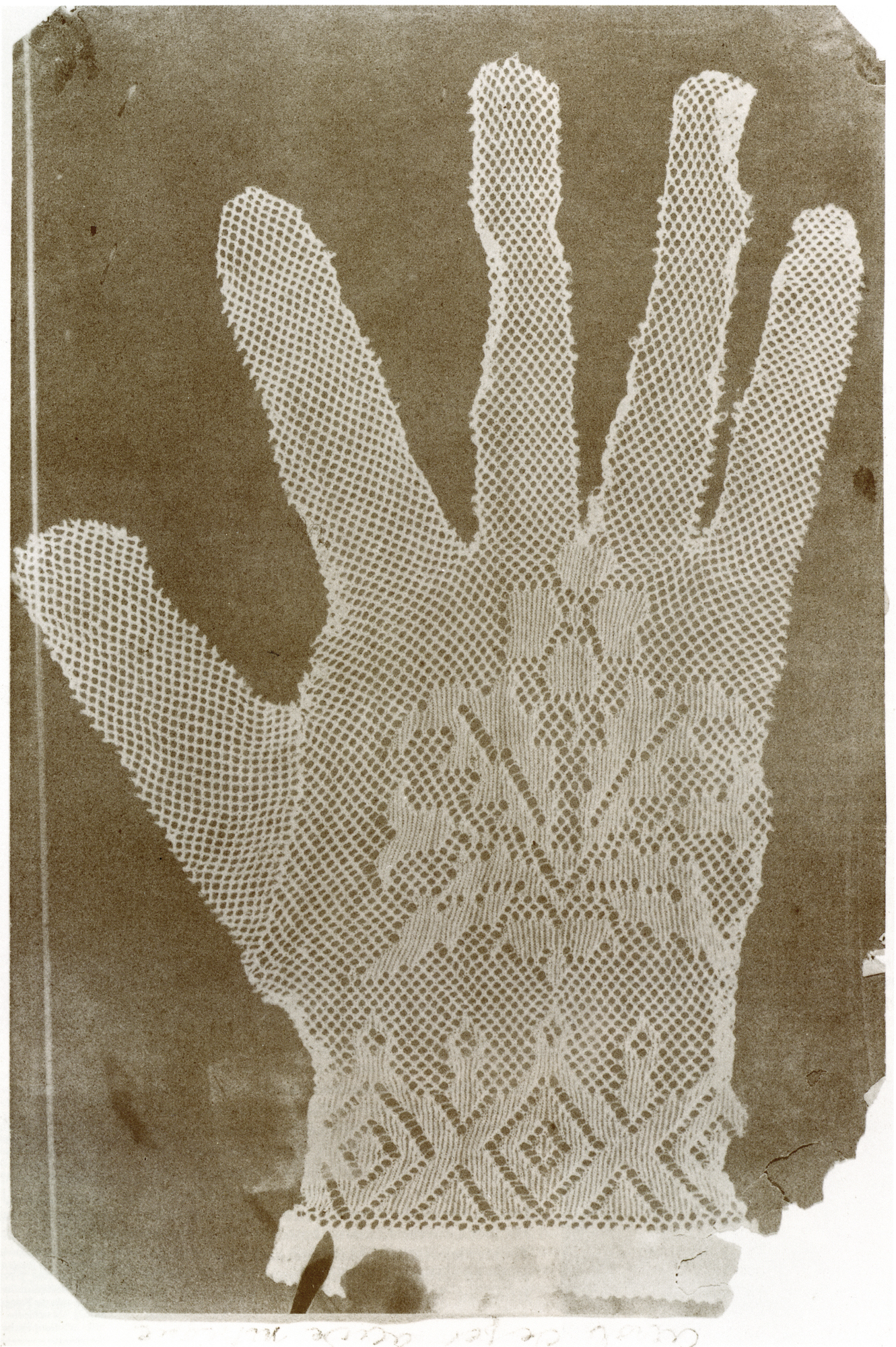
Hippolyte Bayard: Krajková rukavice, 1839 - 1840

Fotogram je umělecká fotografická technika bez fotografického optického přístroje – fotoaparátu. Jde o stínový obraz vytvořený tak, že autor v temné komoře umístí pod zvětšovací přístroj nebo jiný zdroj světla neexponovaný fotopapír (resp. jakýkoliv světlocitlivý materiál), na kterém vytvoří kompozici z různě průsvitných předmětů. Po osvícení papíru, jeho vyvolání a ustálení vznikne obraz, kde na černém pozadí vystupují bílé, případně šedé předměty – podle délky expozice a průhlednosti předmětů.
Nejznámějším světovým tvůrcem fotogramů byl americký umělec Man Ray (proto pojmenování rayogramy), v české fotografii vytvořil nejsilnější díla Jaroslav Rössler.

## Historie
William Henry Fox Talbot okolo roku 1838 – 1840 experimentoval s fotogramy rostlin. Ještě před ním však s fotogramy pracoval Hippolyte Bayard – roku 1837 se mu podařilo pořídit první fotogramy na citlivé papíry, které řadil chronologicky v albu.
Anna Atkinsová (1799–1871) byla anglická botanička a fotografka považovaná za první osobu, která vydala knihu ilustrovanou fotografickými obrázky. Některé zdroje ji označují za první ženu, která zhotovila fotografii. Sir John Herschel, přítel Atkinse a Childrena, vynalezl fotografický proces kyanotypie v roce 1842. Během jednoho roku Atkinsová tento proces aplikovala na řasy (konkrétně mořské řasy) a zhotovovala kyanotypické fotogramy kontaktních kopií "umísťováním sušených řas přímo na kyanotypický papír".
Atkinsová vydala ve vlastním nákladu své fotogramy v prvním díle Photographs of British Algae: Cyanotype Impressions v říjnu 1843. Jednalo se o soukromé vydání v omezeném počtu kusů a ručně psaným textem Photographs of British Algae: Cyanotype Impressions a jedná se o první knihu ilustrovanou fotografiemi. Teprve o osm měsíců později, v červnu 1844, vyšla knížka Williama Henryho Foxe Talbota The Pencil of Nature; tato kniha byla "první kniha ilustrovaná fotografiemi ke komerčnímu vydání" nebo „první komerčně publikovaná kniha ilustrovaná fotografiemi“.

### Autoři

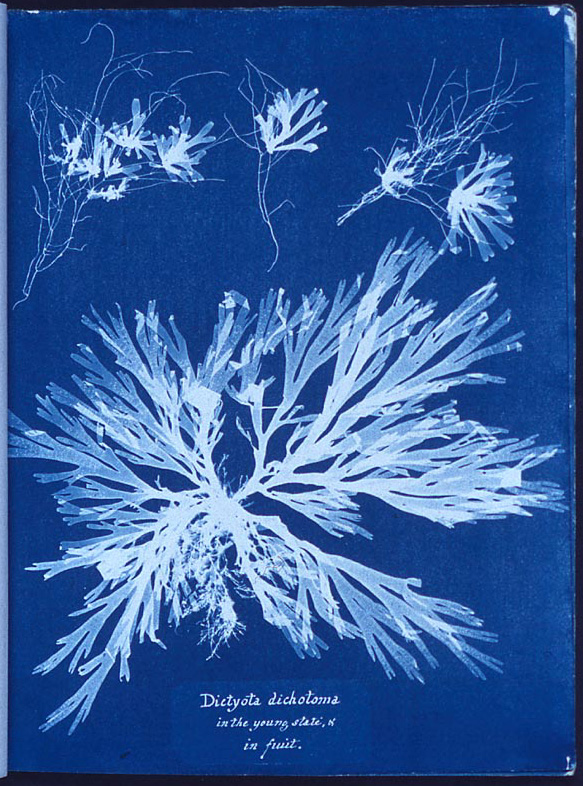
Anna Atkins: Kyanotypický fotogram zhotovený pro knihu Photographs of British Algae: Cyanotype Impressions, 1843

### České země
- Jaromír Funke (1896–1945)
- Jaroslav Rössler (1902–1990)
- Jindřich Heisler (1914–1953)
- Vít Cimbura první polovina 70. let 20. století (Coca coly)
- Jindřich Štreit (nar. 1946) 60. léta
- Karel Svolinský – 30. léta, okrajově
- Jan Wojnar první polovina 70. let Mřížková báseň, využívá vlastností fotografického papíru, ohýbá jej, trhá, vystřihuje a tvaruje
- Jolana Havelková (*1966)
- Jiří Šigut (*1960) využil toho, že fotografický papír je schopen pracovat v čase a věrně zaznamenávat cokoli se na něm, třeba jen na chvíli, objeví. Ve fotografických obrazech zaznamenal tvarové zlomky přírodnin, ale i záznam přírodních světelných změn, stopy energie či pohybu hvězd, Měsíce, ale třeba i světlušek a dalších živých tvorů. Důležitý je i osobní umělcův přístup a prožitek, když klade fotografický papír na určité místo a nechává jej tam na několik dní.
- Adéla Vosičková (1 814 400 s, 2010)[11]
- Martin Mlynarič, 2005
- Jiří Thýn (Pozitiv - negativ)
- Michal Czanderle
- Hana Staňková, 90. léta, 2000
- Gabriela Sauer Kolčavová (Vlasové stopy 2005–2009)[12]
- Pavel Sterec (Nízké napětí, 2009; Pergamen 2010)

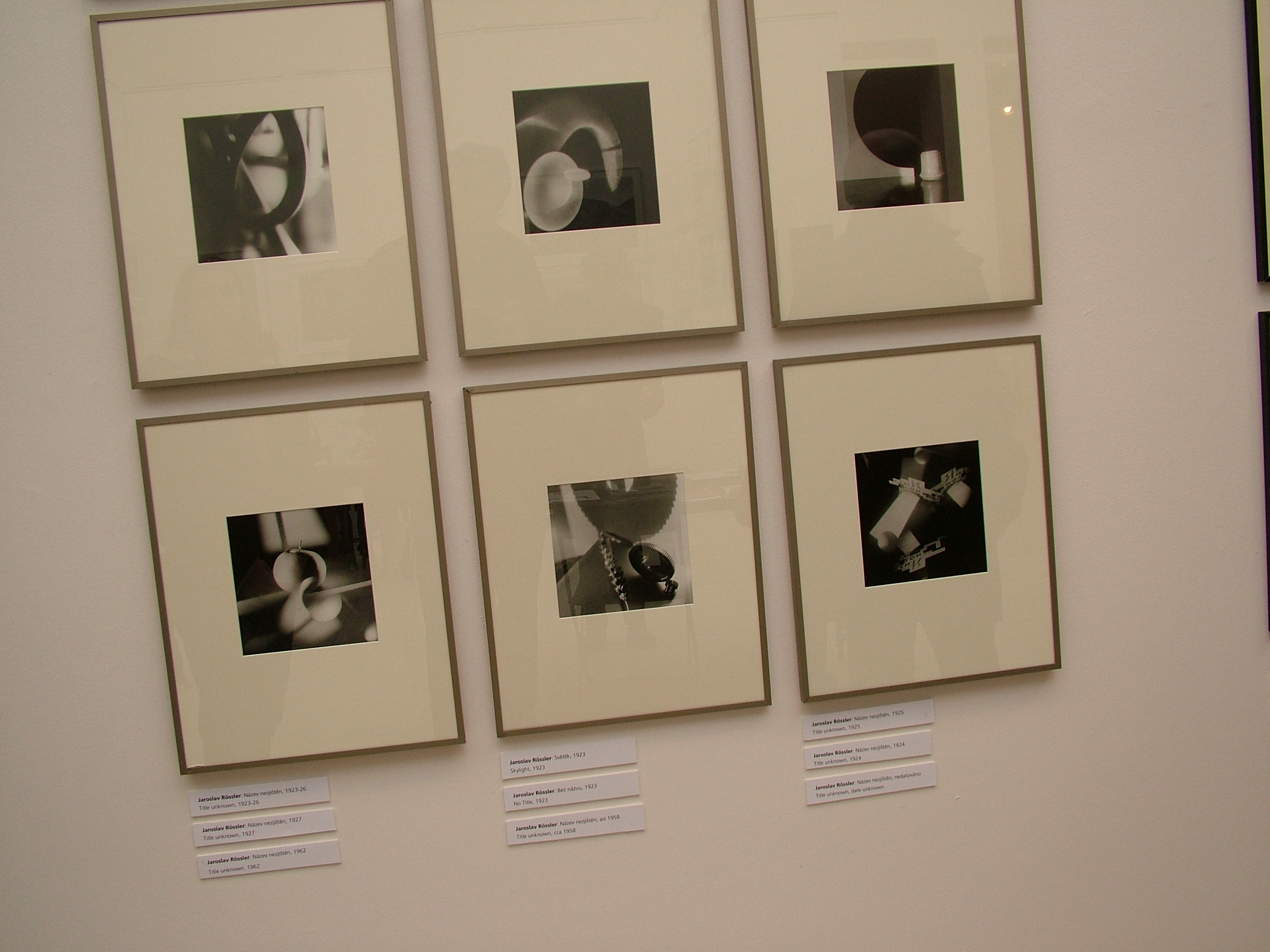
Jaroslav Rössler
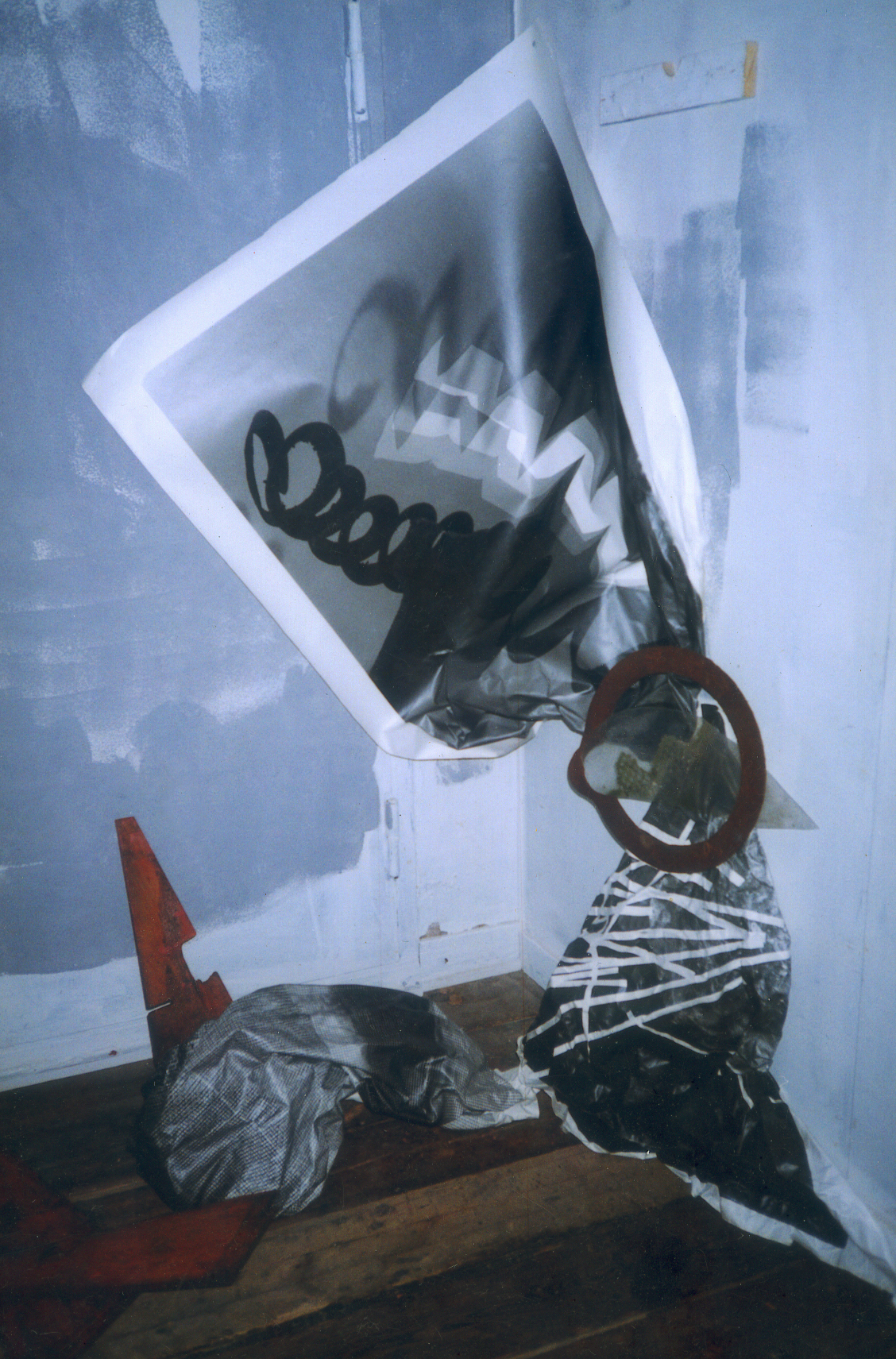
Aleš Kuneš: Halmstadt, 1995 (spolu s fotografkou Jolanou Havelkovou)

### Zahraničí
Přehled dalších významných světových tvůrců fotogramů:
- Thomas Bachler
- Aurel Bauch
- Rodolphe Bessey
- Kilian Breier
- Elisabeth Bryant
- Evelyn Coutas
- Rolf Cavael
- Chargesheimer
- Imogen Cunninghamová
- Susan Dergesová (* 1955)
- Heinz Hajek-Halke
- Raoul Hausmann
- Robert Heinecken
- Karol Hiller
- György Kepes
- El Lissitzky
- Gary Fabian Miller
- E. L. T. Mesens
- László Moholy-Nagy
- Joyce Neimanas
- Oskar Nerlinger
- Floris Neusüss
- Pablo Picasso
- Sigmar Polke
- Robert Rauschenberg
- Man Ray
- Alexandr Rodčenko
- Theodore Roszak
- Dieter Roth
- Christian Schad
- Kurt Schwitters
- Kunie Sugiura
- Maurice Tabard
- Raoul Ubac
- Luigi Veronesi
- André Villers
- Hans Kupelwieser

## Galerie

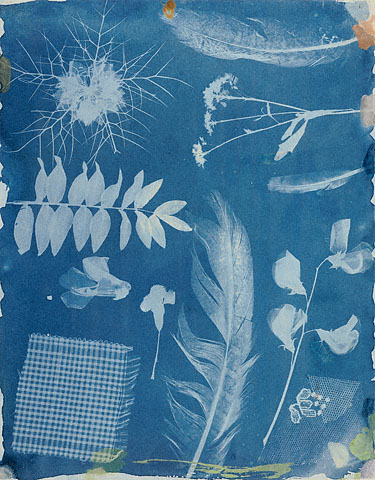
Hippolyte Bayard: Aranžované předměty, cca 1842, přímý pozitivní tisk
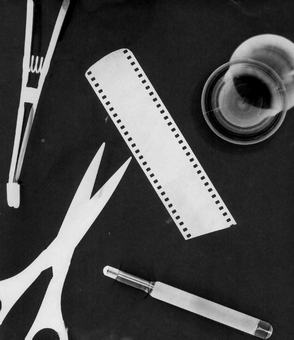
Fotogram inspirovaný dílem Man Raye
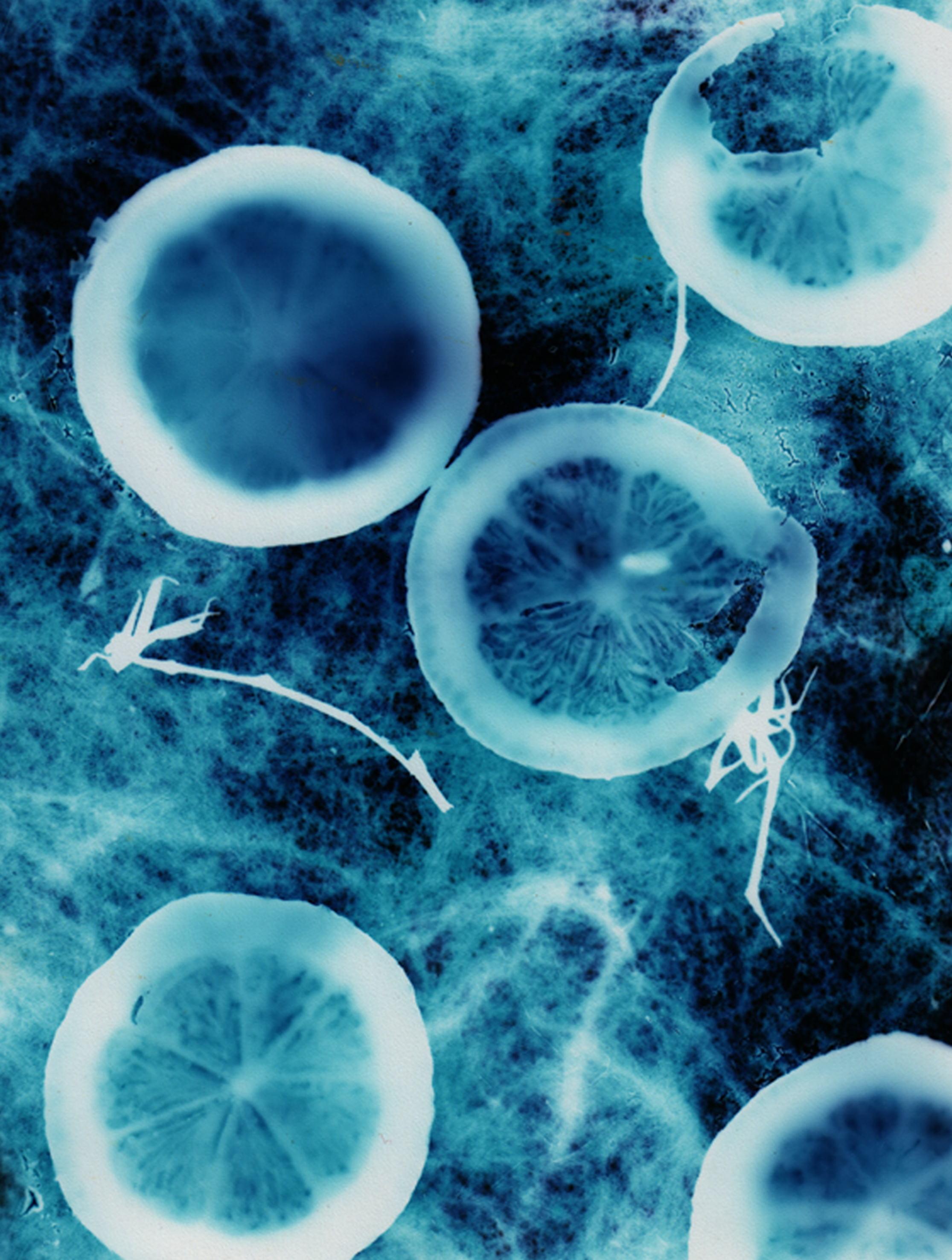
Pokročilejší druh fotogramu, při jehož tvorbě autor pracoval s polotóny a barevnou podložkou
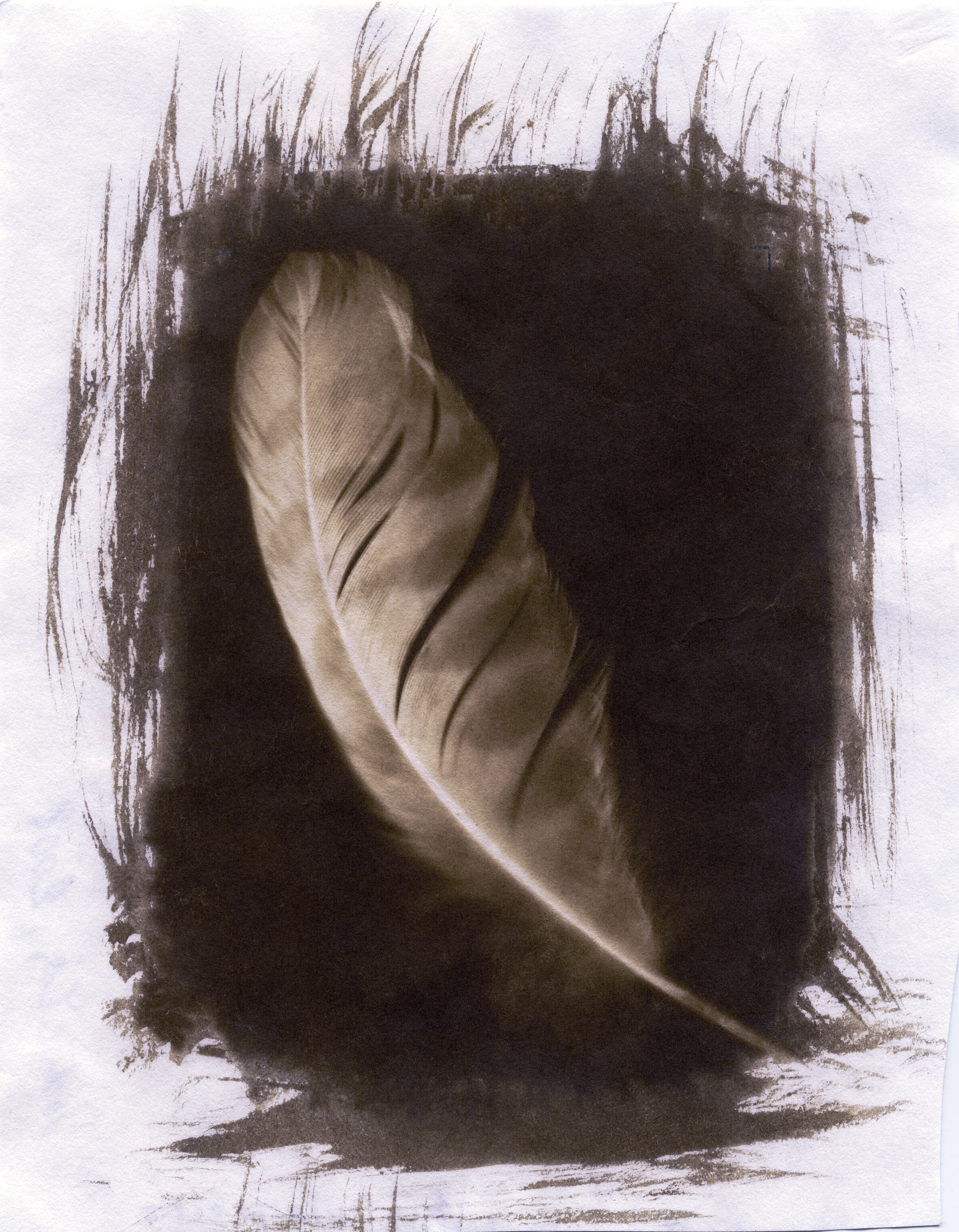
Fotogram za použití procesu Van Dyke